# Just Shoot Me!
Just Shoot Me! (även sänd i Sverige under titeln Stryp mig långsamt) är en amerikansk komediserie i sammanlagt 149 avsnitt fördelat på sju säsonger. Originalvisningarna i USA pågick från mars 1997 till november 2003 på NBC. Serien visas och har även visats Sverige i bland annat TV6.